# Червона борода (фільм)
«Червона борода» (яп. 赤ひげ, Акахіге) — японський фільм-драма 1965 року, поставлений режисером Акірою Куросавою за однойменним романом Сюгоро Ямамото (1958). Українською не перекладався.

## Сюжет
Японія XIX століття, наприкінці ери Токуґава. Молодий чоловік Ясумото, пройшовши в Нагасакі курс голандської медицини, повертається в Едо і приходить до директора лікарні «Койсікава». Директор — Кедзо Нііде на прізвисько «Червона Борода» (Тосіро Міфуне) — людина суворої, упертої і владної вдачі, проте все його оточення ставиться до нього із захопленням і відданістю. Червона Борода усе життя присвятив бідним і навіть заснував для них безкоштовну консультацію. Ясумото дізнається, що йому належить стати головним помічником Червоної Бороди, і ця новина сильно його засмучує, оскільки він розраховував на місце при дворі сьоґуна. Щоб спровокувати звільнення, він починає порушувати правила внутрішнього розпорядку, встановлені Червоною Бородою.
В окремому павільйоні лікарні живе в ізоляції жінка рідкісної краси, в якої украй небезпечний різновид безумства, вона вбила трьох своїх коханців. До неї заборонено наближатися. Ясумото думає, що зуміє її вилікувати. Він слухає її розповіді про дитинство, про те, як її неодноразово ґвалтували; несподівано жінка всаджує йому в шию шпильку для волосся. Ясумото залишається живим лише завдяки втручанню Червоної Бороди.
Через кілька днів, коли рана гоїться, він — вже не так самовпевнено — повертається до примусового навчання у Червоної Бороди. На його очах помирають два пацієнти. Перший, Рокуске, відходить у мовчанні, не в силах пережити трагедію, що отруїла усе його життя. Його доньці довелося стати дружиною коханця матері — за материнським же наказом. Після смерті батька донька приходить до Червоної Бороди і довіряє йому своїх малих дітей; Червона Борода передає їх під опіку сім'ї, що живе по сусідству. Жінка намагається зарізати чоловіка, але наносить йому лише легкі поранення. Червона Борода захищає її, шантажуючи поліцейського комісара, і в жодному разі цим не пишається. Другий помираючий — Сахаті, людина майже свята, його обожнюють усі сусіди, яким він протягом усього життя допомагав. Перед смертю він розкриває таємницю: у нього була кохана дружина, яка зникла під час землетрусу. Одного разу він зустрів її з дитиною. Тоді вона зізналася, що познайомилася з Сахаті, будучи вже у шлюбі з іншою людиною, що зробила немало добра її зубожілій сім'ї. Після цього зізнання, не бачачи іншого виходу з ситуації, вона зарізалася у Сахаті на очах. Щоб жити поряд з нею, Сахаті поховав її у себе в будинку. Скелет цієї жінки знаходять, коли частина будинку падає.
Ясумото все більше захоплюється роботою в лікарні і подіями, в яких ця робота змушує його брати участь, і починає ходити разом з Червоною Бородою до пацієнтів. Він бачить, як той пропонує суворий режим багатієві, чия хвороба викликана цілодобовим ненажерством. За це Червона Борода вимагає величезний гонорар, який згодом пожертвує бідним. Він вириває з рук директорки борделю 12-річну дівчинку, яку та хотіла змусити «працювати». При цьому Червоній Бороді доводиться битися з цілим натовпом ворогів, і він з честю виходить з цієї колотнечі. Дівчинка, що знала у своєму житті тільки нещастя і грубощі, схожа на дике звірятко. У неї починається гарячка, і Червона Борода доручає її Ясумото. Дівчинка стає першою пацієнткою молодого лікаря. Ясумото вдається приручити її увагою і турботою. І вона, у свою чергу, піклуватиметься про Ясумото, коли гарячка перекинеться на нього. Дівчинка знайомиться з семирічним хлопчиною на прізвисько Щуреня. Той краде їжу, щоб прогодувати сім'ю. Дівчинка вирішує віддати йому свій обід й усе, що їй вдається зібрати на лікарняній кухні; натомість вона благає його більше не красти. Одного разу Щуреня прощається з нею, тому що його сім'я від'їжджає в далеку і дивовижну країну. Незабаром його сім'ю знаходять: насправді усі вони отруїлися щурячою отрутою. Червоній Бороді вдається врятувати матір, батька і Щуреня.
Ясумото знову набуває спокою у приватному житті і погоджується одружитися з сестрою своєї колишньої нареченої, яка зрадила Ясумото перед його приїздом у лікарню. Після одруження тесть домагається для нього місця лікаря в сьоґунаті, але Ясумото благає Червону Бороду залишити його у себе.

## У ролях
| Тосіро Міфуне      | ···· | Кьодзо Нііде на прізвисько «Червона Борода» |
| Юдзо Каяме         | ···· | Нобору Ясумото                              |
| Йосіо Цутія        | ···· | Хандаю Морі                                 |
| Тацуйоси Ехара     | ···· | Гендзо Цугава                               |
| Рейко Дан          | ···· | Осугі                                       |
| Кеко Кагава        | ···· | божевільна дівчина                          |
| Каматарі Фудзівара | ···· | Рокуске                                     |
| Акемі Ніґісі       | ···· | Окуні                                       |
| Цутому Ямадзакі    | ···· | Сахаті                                      |
| Міюкі Кувано       | ···· | Онака                                       |

| Ейдзіро Тоно    | ···· | Гохейдзі      |
| Такасі Сімура   | ···· | Токубей       |
| Терумі Нікі     | ···· | Отоє          |
| Харуко Суґімура | ···· | Кін           |
| Йоко Наїто      | ···· | Масае         |
| Кен Міцуда      | ···· | батько Масае  |
| Танака Кінуйо   | ···· | мати Нобору   |
| Чішу Рю         | ···· | батько Нобору |
| Йосітака Дзусі  | ···· | малюк Тьодзі  |

## Знімальна група
- Автори сценарію — Рюдзо Кікусіма, Хідео Огуні, Масато Іде, Акіра Куросава (за романом «Червона борода» Сюгоро Ямамото, 1958)
- Режисер-постановник — Акіра Куросава
- Продюсер — Рюдзо Кікусіма, Томоюкі Танака
- Композитор — Масару Сато
- Оператори — Асакадзу Накаї, Такао Сайто
- Художник-постановник — Йосіо Муракі
- Художник по костюмах — Йосіко Самедзіма

## Виробництво
«Червона борода» — перший фільм Акіри Куросави з чотирьохканальним стереофонічним звуком, його останній чорно-білий фільм, а також останній фільм Куросави за участю Тосіро Міфуне.
Зйомки фільму розтягнулися на два роки і відбувалися у величезній декорації села, побудованого з нуля. На знімальному майданчику Куросава встановлював, залежно від плану, від однієї до п'яти камер, використовуючи широкий формат, довгі плани і об'єктиви з дуже довгим фокусом задля досягнення «того бетховенського масштабу, якого і домагався для своєї стрічки» (Жак Лурселль).

## Визнання
| Нагороди та номінації фільму «Червона борода» | Нагороди та номінації фільму «Червона борода» | Нагороди та номінації фільму «Червона борода»                 | Нагороди та номінації фільму «Червона борода» | Нагороди та номінації фільму «Червона борода» | Нагороди та номінації фільму «Червона борода» |
| Рік                                           | Кінофестиваль/кінопремія                      | Категорія/нагорода                                            | Номінант                                      | Результат                                     |                                               |
| --------------------------------------------- | --------------------------------------------- | ------------------------------------------------------------- | --------------------------------------------- | --------------------------------------------- | --------------------------------------------- |
| 1965                                          | Венеційський міжнародний кінофестиваль        | Золотий лев                                                   | Червона борода                                | Номінація                                     |                                               |
| 1965                                          | Венеційський міжнародний кінофестиваль        | Кубок Вольпі найкращому акторові                              | Тосіро Міфуне                                 | Перемога                                      |                                               |
| 1965                                          | Венеційський міжнародний кінофестиваль        | Приз Сан Джорджо                                              | Акіра Куросава                                | Перемога                                      |                                               |
| 1965                                          | Венеційський міжнародний кінофестиваль        | Приз Міжнародної Католицької організації в царині кіно (OCIC) | Акіра Куросава                                | Перемога                                      |                                               |
| 1966                                          | Золотий глобус                                | Найкращий фільм іноземною мовою                               | Червона борода                                | Номінація                                     |                                               |
| 1966                                          | Премія «Блакитна стрічка» (Японія)            | Найкращий фільм                                               | Червона борода                                | Перемога                                      |                                               |
| 1966                                          | Премія «Блакитна стрічка» (Японія)            | Найкращий актор                                               | Тосіро Міфуне                                 | Перемога                                      |                                               |
| 1966                                          | Премія «Блакитна стрічка» (Японія)            | Найкраща акторка другого плану                                | Терумі Нікі                                   | Перемога                                      |                                               |
| 1966                                          | Премія Kinema Junpo                           | Найкращий фільм                                               | Червона борода                                | Перемога                                      |                                               |
| 1966                                          | Премія Kinema Junpo                           | Найкращий режисер                                             | Акіра Куросава                                | Перемога                                      |                                               |
| 1966                                          | Премія Майніті                                | Найкращий фільм                                               | Червона борода                                | Перемога                                      |                                               |